# 韋恩·斯內德
韋恩·斯內德（英語：Vern Sneider；1916年10月6日—1981年5月1日），本名弗農·約翰·斯內德（Vernon John Sneider），是一名美國二戰太平洋戰區軍人、小說家，曾先後旅居沖繩與台灣兩地，並分別著有《秋月茶室》與《一桶蚵仔》等作。

## 生平
斯內德出生於密西根州門羅，也在當地過世。他是弗雷德·斯內德（Fred Sneider）和瑪蒂爾達·斯內德（Matilda Sneider）之子。1940年自聖母大學畢業之後，他入伍從軍，並被派往太平洋戰區。1944年，他曾在設於普林斯頓大學的「軍事政府學校」研究台灣民情，係配合盟軍入侵台灣的「堤道計畫」。他是1945年4月登陸沖繩的軍政府團隊成員。之後，他成為當地一座擁有5000名居民的村莊的軍政長官。1946年，他擔任駐韓美軍的軍政總督兼福利官，並於該年退役。
其最著名的小說是1951年出版的《秋月茶室》，而故事的背景即發生於其駐紮的那座沖繩村莊；後來由約翰·派屈克改編為1953年的同名百老匯戲劇、1956年的同名電影以及1970年的百老匯音樂劇《可愛的女士們，先生們》等；1954年，該同名百老匯戲劇更獲得普立茲戲劇獎肯定，而同名電影則由知名影星馬龍·白蘭度主演。此外，他曾於1950年發表一篇關於台灣的短文，後來受出版經紀人委託於1952年旅居台灣三個月，將之改寫為小說《一桶蚵仔》；其內容描寫白色恐怖下的台灣社會，書中帶有許多台語羅馬字，頗具台灣味；2016年2月28日，二二八69週年當天再版。而該書漢字譯本可分為洪湘嵐的華文本（2002年）以及五分珠的台文本（2003年）。

## 著作書目
- Sneider, Vern. . New York: Putnam. 1951. OCLC 429098.
- Sneider, Vern. . New York: Putnam. 1953. OCLC 1386251.
- Sneider, Vern. . New York: Putnam. 1956. OCLC 1563967.
- Sneider, Vern. . New York: Putnam. 1960. OCLC 1187398.
- Sneider, Vern. . New York: Putnam. 1971. OCLC 257538.

## 外部連結
- 互聯網百老匯資料庫（IBDB）上韋恩·斯內德的資料（英文）
- 韋恩·斯內德在互联网电影资料库（IMDb）上的資料（英文）